# Neobisium patrizii patrizii
Neobisium patrizii patrizii es una subespecie de arácnido del orden Pseudoscorpionida de la familia Neobisiidae.

## Distribución geográfica
Se encuentra en Italia.